# Aire urbaine d'Istres
L'aire urbaine d'Istres est une ancienne aire urbaine française monocommunale centrée sur la ville d'Istres. 167e aire urbaine de France métropolitaine en 1999, elle a été incorporée par l'INSEE en 2011 à l'aire urbaine de Marseille-Aix-en-Provence.

## Caractéristiques
D'après la définition qu'en donne l'INSEE, l'aire urbaine d'Istres est composée de 1 commune, située dans les Bouches-du-Rhône. Ses 42 775 habitants font d'elle la 167e aire urbaine de France.
Une seule commune de l'aire urbaine est un pôle urbain.
Le tableau suivant détaille la répartition de l'aire urbaine sur le département (les pourcentages s'entendent en proportion du département) :
| Département      | Communes | Communes (%) | Superficie (km²) | Superficie (%) | Population (2007) | Population (%) |
| ---------------- | -------- | ------------ | ---------------- | -------------- | ----------------- | -------------- |
| Bouches-du-Rhône | 1        | 0,8          | 113,73           | 2,2            | 42 775            | 2,1            |

## Communes
Voici la liste des communes françaises de l'aire urbaine d'Istres.
| Code INSEE | Commune | Type        | Département      | Superficie (km²) | Population (2007) | Densité (hab./km²) |
| ---------- | ------- | ----------- | ---------------- | ---------------- | ----------------- | ------------------ |
| 13047      | Istres  | Pôle urbain | Bouches-du-Rhône | +0113,73         | +00042 775,       | +00376,            |
|            | Total   |             |                  | +0113,73         | +00042 775,       | +00376,            |